# Cirolana albidoida
Cirolana albidoida là một loài chân đều trong họ Cirolanidae. Loài này được Kensley & Schotte miêu tả khoa học năm 1987.